# Francis Méan
Francis Méan (Luik,  1952) is een Belgisch beeldend kunstenaar die woont en werkt te Leuven. Zijn werk is aanwezig in nationale en internationale musea (recentelijk M - Museum Leuven), bedrijven, privécollecties en aan het Belgisch Hof.

## Opleiding
Méan kreeg zijn opleiding in het Hoger Instituut voor Schone Kunsten Sint-Lucas te Luik.

## Carrière
De carrière van Méan begon in 1977 toen hij de Prijs Philippe d’Arschot ontving. 
Naast de tentoonstellingen in gereputeerde galerijen in België en daarbuiten (Frankrijk, Duitsland, Zwitserland, Oostenrijk, Luxemburg, Nederland, USA en Canada) werd zijn werk verspreid door internationale editiehuizen zoals 
Börjeson (Malmö), Antarès (Parijs), Weber (Genève), Christies (Londen) en  Lamers (Dortmund).
Naast  schilderijen op doek en papier, maakt hij beelden of sculpturen in brons, juwelen in zilver, beschildert hij metaal en als etser of graficus maakte hij heel wat edities waaronder een serie over De fabels van Jean de La Fontaine, Het Scheppingsverhaal, het boek Job, en de Tien Woorden.
Hij decoreerde het nieuwe Sheraton Hotel (huidig Hilton Hotel) in Malmö, Zweden, maakte een drieluik voor het hoofdkantoor ING Antwerpen, illustreerde Bijbelprenten voor uitgeverij Plantijn in Antwerpen. 
InBev schonk aan Koning Albert een schilderij van Méan en het OCMW Lubbeek schonk een aquarel van de kunstenaar aan Prinses Astrid.
Hij stelde tentoon in het Centre Ben Gourion in Brussel ter gelegenheid van 3000 jaar Jeruzalem.

## Tv-programma's
- 1991 : NCRV Het verschil
- 2007 : VRT en Canvas: De ark van Noach
- 2008 : RTBF : Les dix Paroles

## Onderscheidingen
- 1977 : Prijs Philippe d’Arschot
- 2006 : Prijs van het Publiek - Kunst op het Water Oud-Heverlee

## Publicaties
- 2008 : Au fil du temps, catalogus
- 2009 : Knipoog. Twaalf sculpturen
- 2012 : Het is hoog tijd, 9 Sculpturen voor de IJzerenberg

## Realisaties
- 2007 : Installatie van een monumentale sculptuur in Zorgcentrum Vogelzang in Heverlee
- 2011 : Creatie van de trofee voor de 35ste editie van de Belgacom Memorial Van Damme 2011
- 2012 : Realisatie van de Alumni Award 2012 KHLeuven departement Echo

- Gemeinsame Normdatei: 121941841
- International Standard Name Identifier: 0000 0000 1174 6968
- RKD-Nederlands Instituut voor Kunstgeschiedenis: 91753
- Virtual International Authority File: 35325486
- WorldCat: E39PBJdWTfQyvQ4QFkhVvBQyVC